# Стасінув (Мазовецьке воєводство)
Стасінув (пол. Stasinów) — село в Польщі, у гміні Тлущ Воломінського повіту Мазовецького воєводства.
Населення — 47 осіб (2011).
У 1975-1998 роках село належало до Остроленцького воєводства.

## Демографія
Демографічна структура станом на 31 березня 2011 року:
|          | Загалом | Допрацездатний вік | Працездатний вік | Постпрацездатний вік |
| -------- | ------- | ------------------ | ---------------- | -------------------- |
| Чоловіки | 23      | 3                  | 18               | 2                    |
| Жінки    | 24      | 5                  | 11               | 8                    |
| Разом    | 47      | 8                  | 29               | 10                   |